# 藤嶋健人
藤嶋 健人（ふじしま けんと、1998年5月8日 - ）は、愛知県豊橋市出身のプロ野球選手（投手）。右投右打。中日ドラゴンズ所属。

## 経歴

### プロ入り前

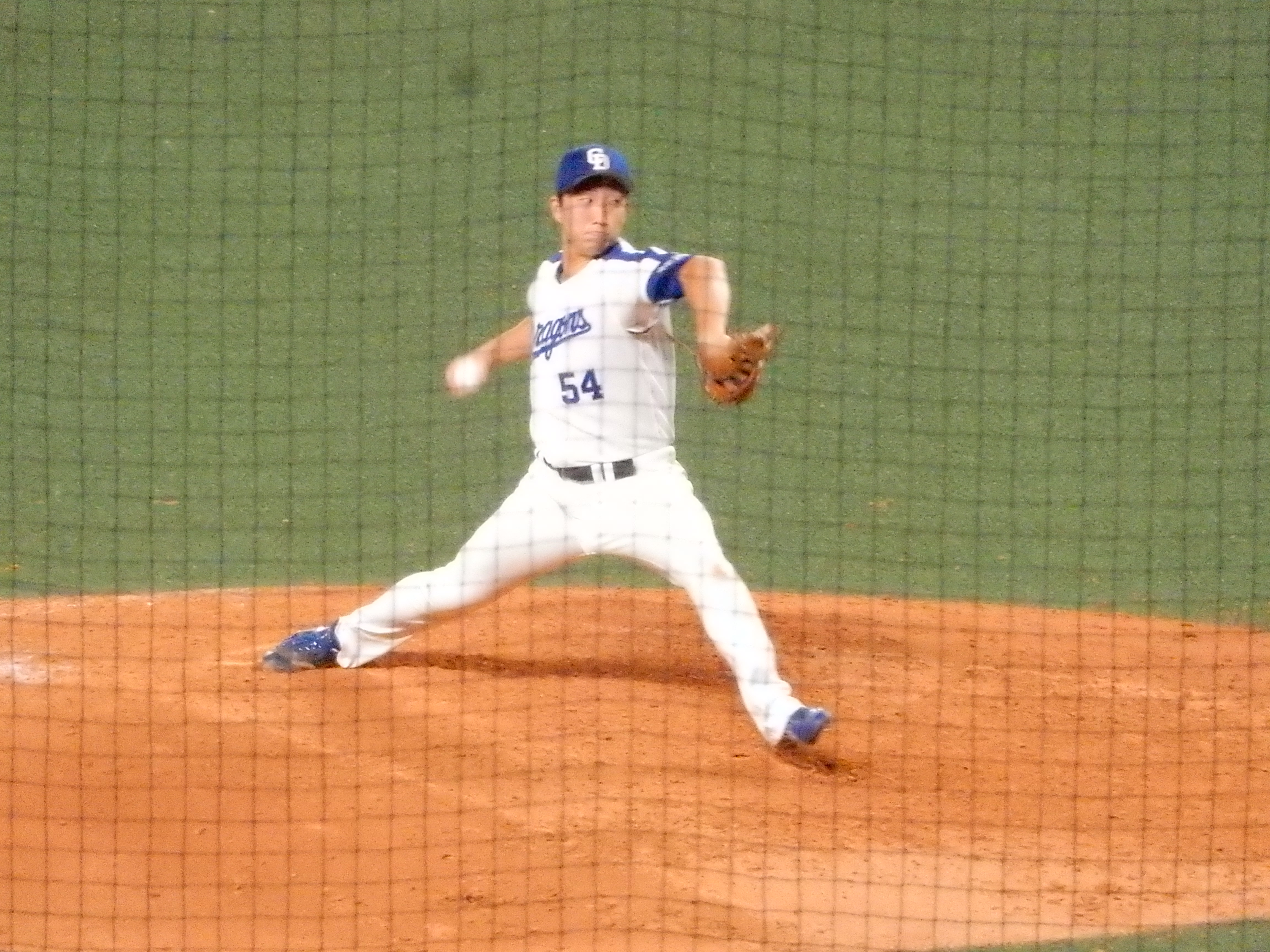
ナゴヤドームにて（2018年5月29日）

小学2年時から軟式野球の栄ドリームズでプレー。中学生時代に東三河ボーイズで硬式野球に転じ、野茂ジュニア・オールジャパンに選出された。
愛知県名古屋市の東邦高校へ進学後は、1年夏の第96回全国高等学校野球選手権本大会に出場。阪神甲子園球場で初登板初勝利を挙げると、2回戦まで進出し、同様の経緯により高校の先輩で在学中に全国へ名を馳せた坂本佳一の愛称（バンビ）にちなんで「バンビ2世」と称された。2年時の秋に東海大会で優勝し、3年時の春に主将兼エース兼4番打者として第88回選抜高等学校野球大会へ出場したが、またしても2回戦で敗退した。夏には、選手権愛知大会決勝で右肘を痛めたものの、チームの優勝によって第98回全国高等学校野球選手権本大会に出場。4番打者として、大会通算で14打数8安打8打点を記録した。北陸高等学校との初戦では、サイクル安打を上回る1本塁打、1三塁打、2二塁打を放ち、19-9での勝利に貢献している。八戸学院光星高校戦との2回戦では、先発投手として登板したが、2回1/3を投げて4失点で降板。チームも最大で7点差を付けられたが、10‐9で逆転サヨナラ勝利を収めた。聖光学院高等学校との3回戦にも先発したが、3暴投を記録するなど本調子には程遠く、自身で二塁打を放ちながら2-5で敗れた。それでも、大会終了後に開かれた第11回 BFA U-18アジア選手権大会に日本代表として出場するとインドネシア代表との試合に先発。5回参考ながら完全試合を記録したほか、香港代表との試合には外野手として出場した。
東邦高校在学中に対外試合で49本塁打を放っていたことから、2016年のNPBドラフト会議で野手として指名される可能性もあったが、藤嶋自身は投手としてのNPB入りを希望。地元球団の中日ドラゴンズから投手として5巡目で指名されると、契約金3000万円、年俸540万円（金額は推定）で入団した。背番号は54。

### 中日時代
2017年は、ウエスタン・リーグ公式戦5試合に登板。0勝1敗、防御率6.75という成績で、一軍公式戦への登板機会はなかった。
2018年は、4月28日の対横浜DeNAベイスターズ戦（ナゴヤドーム）の9回表に、救援投手として一軍公式戦にデビュー。6月7日の対千葉ロッテマリーンズ戦（ナゴヤドーム）では、5点を追う3回表から2番手投手として4イニングを無失点に抑えると、3回裏に迎えた打席で一軍初安打を放った。また、この試合は中日がサヨナラ勝ちしたため、試合後に初めてヒーローインタビューを受けた。6月17日の対埼玉西武ライオンズ戦（メットライフドーム）では、先発が予告されていた松坂大輔が試合直前に背中の痙攣で登板を回避したため、西武球団の了解を得たうえで先発デビュー。試合開始15分前に先発を告げられたものの、6回を2失点に抑え、一軍公式戦での初勝利を挙げた。NPBの公式戦において、予告先発の代役で登板した投手が白星を挙げた事例は11人目（12度目）であるが、一軍公式戦での初勝利にもなった投手はマイク・ハートリー（小宮山悟の代役）、濱田達郎（川上憲伸の代役）、新垣勇人（ルイス・メンドーサの代役）に次いで史上4人目であった。7月12日のフレッシュオールスターゲーム（弘前市はるか夢球場）では、ウエスタン・リーグ選抜の4番手として登板した。
前半戦では主に救援投手として経験を重ねたが、8月12日の対東京ヤクルトスワローズ戦（ナゴヤドーム）以降に登板した6試合では、先発のみで2連勝を記録した。一軍公式戦全体では、19試合の登板で3勝1敗、防御率3.66を記録。
2019年には、自主トレーニング期間中の1月下旬に、右手の血行障害を疑われる症状に見舞われた。このため、一軍で迎える予定であった春季キャンプへの参加を見合わせたうえで、キャンプ期間中から2度にわたって右手のカテーテル手術を受けた。6月中旬のウエスタン・リーグ公式戦から実戦に復帰すると、救援要員として7月5日から一軍に合流。合流後の一軍公式戦では、21登板試合連続無失点を記録するほど好調で、全て救援での登板ながら32試合の登板で14ホールドを挙げた。オフの11月21日に推定年俸2000万円（800万円増）で契約更改。
2020年は開幕二軍スタートとなったが、7月12日に一軍昇格し、同日の対広島東洋カープ戦（ナゴヤドーム）でシーズン初登板した。7試合に登板し防御率1.42の成績を記録していたが、7月28日に登録抹消された。9月8日に一軍昇格した後はシーズン終了まで一軍に帯同。11月11日のシーズン最終戦となる対広島東洋カープ戦（MAZDA Zoom-Zoom スタジアム広島）でプロ初セーブを記録した。同年は26試合に登板し1勝0敗1セーブ3ホールドを挙げたが、防御率3.91は前年を下回った。オフの12月2日に推定年俸1840万円（160万円減）で契約更改。
2021年は3月26日の開幕戦である対広島東洋カープ戦（MAZDA Zoom-Zoom スタジアム広島）で、4点ビハインドの7回裏にシーズン初登板。1回を三者凡退に抑えると、直後に打線が逆転しチームはそのまま勝利したため、シーズン初勝利を挙げた。同年は自己最多の48試合に登板し、1勝0敗5ホールド、防御率1.59（自己最高）の成績を残した。オフの11月14日に推定年俸3000万円（1160万円増）で契約更改。
2022年7月1日の阪神タイガース戦（バンテリンドームナゴヤ）では、当日先発予定だった大野雄大が背中の張りで登板を回避したため、試合開始1時間前に立浪和義監督に先発投手に指名された。先発登板は藤嶋にとって4年ぶりのことだったが、3回無失点で切り抜け、後のリリーフ陣も奮闘し、3-1の勝利に貢献した。8月6日に新型コロナウイルスの感染により登録抹消されるなど一時離脱はあったものの、前述の緊急登板も含め様々な起用で自己最多の50試合に登板し、2勝1敗10ホールド、防御率2.13という成績を残した。オフの11月19日に推定年俸4600万円（1600万円増）で契約更改。
2023年は、3月9日に行われた西武ライオンズとのオープン戦（ベルーナ）で負傷し離脱、リハビリを経てシーズン開幕1か月後の4月30日に一軍合流、5月3日の阪神タイガース戦（甲子園）でシーズン初登板を迎える。同月16日に自身の地元豊橋で行われた阪神タイガース戦では2四球1安打で一死も奪えず降板し、シーズン初失点を喫するが、7月以降は安定した投球を続け、9月16日の読売ジャイアンツ戦では、負傷交代した抑えのライデル・マルティネスに代わり緊急登板し、打者1人を空振り三振、シーズン初セーブを挙げると同時に、連続試合無失点を28とした。その後は負傷離脱したマルティネスの代役としてセーブシチュエーションに登板するなどし、最終的にチーム最多の56試合登板、1勝1敗4セーブ14ホールド、防御率1.07の成績を記録。オフの11月26日に2400万円増の推定年俸7000万円で契約更改した。
2024年は、3月15日のオープン戦で途中降板し、翌日名古屋市内の病院で検査を受けたところ、「右内転筋損傷」と診断された。その後、4月28日に一軍に昇格した。6月14日には再び右内転筋を痛めたことで登録を抹消されたが、7月2日に再昇格した。最終的に、50試合の登板で3勝3敗14ホールド、防御率2.20という成績を残した。7月13日の阪神戦では5年ぶりに立った打席で適時打（6年ぶり通算2本目の安打）を放ち、プロ初打点も挙げている。11月21日の契約更改では前年度から1500万円増の年俸8500万円でサインした。

## 選手としての特徴
上原浩治を参考にしたテイクバックが小さく、球の出所が見えづらいフォームが特徴。変化球はスプリット、ナックルカーブ、スライダー、カットボールを操る。

## 人物

### 高校時代
高校時代はメディアから「バンビ（東邦高校OBで夏大会準優勝投手の坂本佳一のニックネーム）2世」と称されたが、学校内では「アンパンマン」や「ふじっしー」と呼ばれていた。
高校1年時の夏に登板した選手権愛知大会や全国大会では、相手打者を打ち取るたびに雄叫びを上げる姿や、帽子を飛ばしながら闘争心むき出しで力投する姿に注目が集まった。当時は球審から注意を受けることもあったが、1年半ぶりに阪神甲子園球場のマウンドへ立った3年時の選抜大会では、そのような姿が影を潜めた。本人は「1年の夏には頑張って投げるしかなく、自分に余裕がなかった（のでマウンド上で吠えていた）」と語っている。

### プロ入り後
中日3年目の2019年に発症した右手の血行障害については、手術を受けた後も完治に至っていない。本人によれば、ランニングで両腕を振った後や、緊張感を覚えるシーン（救援要員としてブルペンで待機している試合中の投球練習など）で、右手の指先が冷たく感じられることがあるという。
2020年9月23日の東京ヤクルトスワローズ戦（ナゴヤドーム）にて4回表から登板したが、特別ユニフォーム（昇竜ユニホーム）着用試合にもかかわらず通常のホーム用の帽子を被って登板するハプニングが発生した。
2021年オフからノートにこなしたトレーニングメニューや食事内容を記す「マッスル日記」をつけている。
2020年オフに一般女性と結婚したことを発表した。2022年2月の春季キャンプ中に第一子（長女）が誕生した 。

## 詳細情報

### 年度別投手成績
| 年 度     | 球 団     | 登 板 | 先 発 | 完 投 | 完 封 | 無 四 球 | 勝 利 | 敗 戦 | セ 丨 ブ | ホ 丨 ル ド | 勝 率 | 打 者 | 投 球 回 | 被 安 打 | 被 本 塁 打 | 与 四 球 | 敬 遠 | 与 死 球 | 奪 三 振 | 暴 投 | ボ 丨 ク | 失 点 | 自 責 点 | 防 御 率 | W H I P |
| --------- | --------- | ----- | ----- | ----- | ----- | -------- | ----- | ----- | -------- | ----------- | ----- | ----- | -------- | -------- | ----------- | -------- | ----- | -------- | -------- | ----- | -------- | ----- | -------- | -------- | ------- |
| 2018      | 中日      | 19    | 8     | 0     | 0     | 0        | 3     | 1     | 0        | 0           | .750  | 307   | 71.1     | 71       | 8           | 27       | 0     | 0        | 40       | 1     | 0        | 29    | 29       | 3.66     | 1.37    |
| 2019      | 中日      | 32    | 0     | 0     | 0     | 0        | 0     | 2     | 0        | 14          | .000  | 114   | 29.0     | 19       | 1           | 7        | 2     | 2        | 35       | 0     | 0        | 8     | 8        | 2.48     | 0.90    |
| 2020      | 中日      | 26    | 0     | 0     | 0     | 0        | 1     | 0     | 1        | 3           | 1.000 | 103   | 25.1     | 21       | 5           | 9        | 0     | 1        | 21       | 2     | 0        | 11    | 11       | 3.91     | 1.18    |
| 2021      | 中日      | 48    | 0     | 0     | 0     | 0        | 1     | 0     | 0        | 5           | 1.000 | 200   | 51.0     | 35       | 3           | 13       | 0     | 0        | 38       | 1     | 0        | 9     | 9        | 1.59     | 0.94    |
| 2022      | 中日      | 50    | 1     | 0     | 0     | 0        | 2     | 1     | 0        | 10          | .667  | 201   | 50.2     | 39       | 3           | 11       | 0     | 1        | 43       | 0     | 0        | 12    | 12       | 2.13     | 0.99    |
| 2023      | 中日      | 56    | 0     | 0     | 0     | 0        | 1     | 1     | 4        | 14          | .500  | 196   | 50.2     | 34       | 1           | 14       | 0     | 1        | 46       | 1     | 0        | 10    | 6        | 1.07     | 0.95    |
| 2024      | 中日      | 50    | 0     | 0     | 0     | 0        | 3     | 3     | 0        | 14          | .500  | 193   | 49.0     | 29       | 5           | 17       | 0     | 2        | 46       | 1     | 0        | 13    | 12       | 2.20     | 0.94    |
| 通算：7年 | 通算：7年 | 281   | 9     | 0     | 0     | 0        | 11    | 8     | 5        | 60          | .579  | 1314  | 327.0    | 248      | 26          | 98       | 2     | 7        | 269      | 6     | 0        | 92    | 87       | 2.39     | 1.06    |

- 2024年度シーズン終了時

### 年度別守備成績
| 年 度 | 球 団 | 投手  | 投手  | 投手  | 投手  | 投手  | 投手     |
| 年 度 | 球 団 | 試 合 | 刺 殺 | 補 殺 | 失 策 | 併 殺 | 守 備 率 |
| ----- | ----- | ----- | ----- | ----- | ----- | ----- | -------- |
| 2018  | 中日  | 19    | 6     | 6     | 0     | 1     | 1.000    |
| 2019  | 中日  | 32    | 2     | 3     | 0     | 0     | 1.000    |
| 2020  | 中日  | 26    | 1     | 5     | 0     | 1     | 1.000    |
| 2021  | 中日  | 48    | 2     | 9     | 1     | 0     | .917     |
| 2022  | 中日  | 50    | 1     | 5     | 0     | 0     | 1.000    |
| 2023  | 中日  | 56    | 1     | 4     | 0     | 0     | 1.000    |
| 2024  | 中日  | 50    | 0     | 9     | 0     | 1     | 1.000    |
| 通算  | 通算  | 281   | 13    | 41    | 1     | 3     | .982     |

- 2024年度シーズン終了時

### 記録
投手記録
- 初登板：2018年4月28日、対横浜DeNAベイスターズ4回戦（ナゴヤドーム）、9回表に3番手で救援登板、1回無失点[14][70]
- 初奪三振：同上、神里和毅から見逃し三振[14]
- 初先発・初勝利：2018年6月17日、対埼玉西武ライオンズ3回戦（メットライフドーム）、6回2失点5奪三振
- 初ホールド：2019年7月9日、対広島東洋カープ13回戦（ナゴヤドーム）、5回表に2番手で救援登板、1/3回無失点
- 初セーブ：2020年11月11日、対広島東洋カープ24回戦（MAZDA Zoom-Zoom スタジアム広島）、9回裏二死に2番手で救援登板・完了、1/3回無失点[35]

打撃記録
- 初打席：2018年5月13日、対読売ジャイアンツ8回戦（東京ドーム）、7回表に宮國椋丞から空振り三振
- 初安打：2018年6月7日、対千葉ロッテマリーンズ3回戦（ナゴヤドーム）、3回裏に渡邉啓太から中前安打[15][71]
- 初打点：2024年7月13日、対阪神タイガース14回戦（バンテリンドーム ナゴヤ）、5回裏に浜地真澄から右前適時打[72]

その他の記録
- オールスターゲーム出場：1回（2025年）

### 背番号
- 54（2017年 - ）

### 代表歴
- 第11回 BFA U-18アジア選手権大会[4]

### 登場曲
- 「Rising Sun」EXILE（2018年、登板時に使用）[73]
- 「フルスイング」NEWS（2018年～2019年、打席時に使用）[73][74]
- 「ドラゴンフォース（TVアニメ『FAIRY TAIL』劇伴曲）」高梨康治（2019年、登板時に使用）[74]
- 「Around The World」MONKEY MAJIK（2020年、2022年）[75][76]
- 「Chandelier」Sia（2021年）[77]